# Jochen Plate
Jochen Plate (* 2. Juni 1963 in Essen) ist ein ehemaliger Judoka aus der Bundesrepublik Deutschland. Er war Weltmeisterschaftsdritter 1987.

## Sportliche Karriere
Jochen Plate trat im Schwergewicht oder in der offenen Klasse für die SU Annen an. 1981 war er im Schwergewicht Dritter der Junioreneuropameisterschaften, 1982 gewann er den Titel. 1984 gewann Plate eine Bronzemedaille in der offenen Klasse bei den Studentenweltmeisterschaften. Im Jahr darauf gewann er auch eine Bronzemedaille in der offenen Klasse bei der Sommer-Universiade 1985 in Kobe. Bei den Deutschen Meisterschaften 1985 erreichte Plate das Finale im Schwergewicht, unterlag dort aber Alexander von der Groeben. 1986 belegte er den siebten Platz bei den Europameisterschaften. Bei den Deutschen Meisterschaften 1986 gewann Plate das Schwergewicht. 1987 gewann Plate in der offenen Klasse Bronze bei den Europameisterschaften in Paris. Im November 1987 bei den Weltmeisterschaften 1987 in Essen unterlag Plate im Viertelfinale des Schwergewichts-Wettbewerbs dem Ägypter Mohamed Ali Rashwan. Mit Siegen in der Hoffnungsrunde über den Niederländer Hans Buiting und den Bulgaren Dimitar Saprjanow erkämpfte Plate eine Bronzemedaille.
1988 verlor Plate das Finale der Deutschen Meisterschaften gegen Alexander von der Groeben. Bei den Studentenweltmeisterschaften gewann er 1988 eine Bronzemedaille. 1990 belegte Plate bei den Europameisterschaften in Frankfurt am Main den fünften Platz. Bei den Deutschen Meisterschaften 1990 unterlag er im Finale dem DDR-Meister Henry Stöhr. 1991 gewann Plate die German Open, bei den Deutschen Meisterschaften 1991 belegte er noch einmal den zweiten Platz. 
Nach seiner Judo-Karriere wechselte Plate zum Sumō. In dieser Sportart war er 1995 Deutscher Meister und 1996 Europameister.